# Marzia Provaglio

Stemma Provaglio

Marzia Maria Cipriana Provaglio Martinengo (Brescia, 23 ottobre 1781 – Brescia, 17 dicembre 1859) è stata una nobile italiana.

## Biografia
Marzia Provaglio nasce nel 1781 nella parrocchia di Sant'Afra a Brescia, figlia della contessa Cecilia Fenaroli e del conte Pietro Provaglio e sorella di Camilla, unita in matrimonio con Gian Estore Martinengo Colleoni, Ippolita, Clara Maria, Cesare Scipione e Scipione Alfonso Cipriano.
Il 21 settembre del 1797 all'età di sedici anni, si sposa con il cugino Luigi di Carlo II Martinengo Cesaresco, dall'unione nascono due figlie ed un figlio: Clara, sposerà il conte Teodoro Lechi a cui passerà in dote il famoso quadro del Moretto: Ritratto di Fortunato Martinengo Cesaresco, appartenuto alla sua famiglia, Margherita futura moglie di Alessandro Gigola e Carlo III che sposerà la contessa Ippolita Balucanti.

### Il cenacolo di Marzia
A Brescia la contessa Marzia ospitava presso il suo palazzo un circolo o salotto di cultura, chiamato anche come il cenacolo di Marzia,
uno dei più frequentati di Brescia ed al quale affluivano i maggiori esponenti della cultura italiana tra cui: Camillo Ugoni, Ferdinando Arrivabene, Cesare Arici, benché il più importante fosse sicuramente Ugo Foscolo. Il poeta nel 1807 fu gradito ospite di amici e soggiornò a Brescia, grazie ad essi venne poi a contatto con Marzia.
(Dalla Repubblica Bresciana ai giorni nostri, p. 88)

### Relazione con Foscolo
Pare che il famoso poeta nei suoi trascorsi a Brescia si sia innamorato della bella Marzia, a testimoniarlo vi sono le numerose lettere che il poeta continuò ad inviare alla bella Marzia, se ne contano ad oggi 104 inviate da Foscolo e solo una inviata da Marzia.